# Wilhelm Engler (Politiker, 1873)

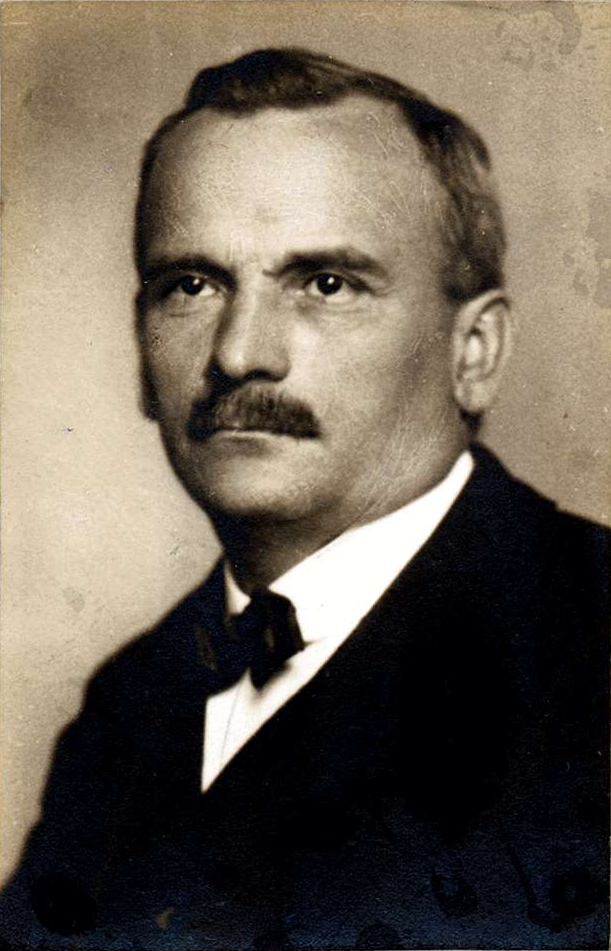
Wilhelm Engler

Friedrich Wilhelm Engler (* 3. Mai 1873 in Weisweil; † 20. Februar 1938 in Lorsbach) war ein deutscher Gewerkschafter und Politiker (SPD).

## Leben
Wilhelm Engler wurde als Sohn eines Webers und Landwirtes geboren. Nach dem Besuch der Volksschule in Weisweil begann er 1888 eine Zimmererlehre in Kenzingen, die er 1891 mit der Gesellenprüfung abschloss. Im Anschluss an die Wanderjahre arbeitete er bis 1906 als Zimmerergeselle, mit Unterbrechung durch seinen Militärdienst, den er von 1894 bis 1896 ableistete. Neben seiner beruflichen Tätigkeit engagierte er sich gewerkschaftlich und war von 1897 bis 1899 Vorsitzender des Gewerkschaftskartells in Würzburg. Von 1906 bis 1908 war er als Arbeitersekretär in Freiburg im Breisgau tätig und gleichzeitig Vorsitzender des dortigen Gewerkschaftskartells. Von 1913 bis 1921 wirkte er als Geschäftsführer der Freiburger Milchversorgung. Darüber hinaus war er Mitglied des Aufsichtsrates des Freiburger Konsumvereins. 1905 trat er der Deutschen Gartenstadt-Gesellschaft bei und initiierte 1913 die Gründung der Freiburger Baugenossenschaft Gartenvorstadt in deren Vorstand er tätig war.
Engler, der um die Jahrhundertwende in die SPD eingetreten war, fungierte von Juli 1908 bis 1913 als Parteisekretär für den SPD-Bezirk Oberbaden und war Vorstandsmitglied der sozialdemokratischen Genossenschaftsdruckerei in Freiburg. Von 1908 bis 1911 war er Stadtverordneter und von 1911 bis 1921 Stadtrat in Freiburg. Während der Novemberrevolution wurde er Mitglied des Landesausschusses der Arbeiter- und Soldatenräte in Baden.
Bei der Landtagswahl im Oktober 1921 wurde er in den Landtag der Republik Baden gewählt, dem er bis zu seiner Mandatsniederlegung am 27. März 1928 angehörte. Als Abgeordnete rückte für ihn Edith Trautwein nach.
Vom 2. April 1919 bis 4. August 1920 amtierte Engler als Staatsrat im Kabinett Geiß II und von 4. Februar 1921 bis zum 30. September 1924 bekleidete er das Amt des Arbeitsministers in der Staatsregierung der Republik Baden.
Während seiner Amtszeit kam es im Raum Lörrach zu den Septemberunruhen 1923, wobei Engler durch seine Befürwortung eines Polizeieinsatzes und der Unterstützung der Arbeitgeber bei der Abkehr von einer Lohnvereinbarung eine Mitverantwortung für die Eskalation der Ereignisse trug.
Engler galt innerhalb der sozialdemokratischen Partei als entschiedener Revisionist Er unterstützte ab 1905 die Großblockpolitik der badischen SPD-Führung und ab 1914 auch die Burgfriedenspolitik und die Bewilligung der Kriegskredite. Noch 1918 war er der Meinung: „Jeder der etwas tat, was die Schlagkraft der Armee und den Siegeswillen des Volkes schwächte, hat sich am deutschen Volk versündigt.“ Er bekämpfte heftig die USPD, den Spartakusbund und die KPD.
Von 1924 bis 1928 war Engler Präsident des Gewerbeaufsichtsamtes in Karlsruhe und von 1928 bis zu seiner zwangsweisen Versetzung in den Ruhestand 1933 Präsident des Landesarbeitsamtes Hessen in Frankfurt am Main.

## Ehrungen
- 1920: Ehrendoktorwürde (Dr. h. c.) der rechts- und staatswissenschaftlichen Fakultät der Albert-Ludwigs-Universität Freiburg

## Schriften
- Die Ursachen der Arbeitslosigkeit und ihre Bekämpfung, Frankfurt a. M. 1930